# Only One, No.1
Only One, No.1 è un brano musicale di Masami Okui scritto da Yabuki Toshiro e dalla stessa Okui, e pubblicato come singolo il 13 dicembre 1999 dalla Starchild. Il singolo è arrivato alla trentaquattresima posizione nella classifica settimanale Oricon dei singoli più venduti, rimanendo in classifica per quattro settimane e vendendo 22 050 copie. Only One, No.1 è stato utilizzato come sigla d'apertura della serie televisiva anime Di Gi Charat.

## Tracce
CD singolo KIDA-189
1. only one, No.1 - 3:51
2. only one, No.1 (off vocal version) - 3:51

## Classifiche
| Classifica (1999/2000)                   | Posizione più alta |
| ---------------------------------------- | ------------------ |
| Giappone (Classifica settimanale Oricon) | 34                 |